# Мордовская Кармалка (Татарстан)
Мордовская Кармалка (тат. Мукшы Карамалысы, Muqşı Qaramalısı) — село в Лениногорском районе Татарстана Российской Федерации. Административный центр и единственный населённый пункт Кармалкинского сельского поселения.

## Топоним
Исходно — Мордовское Сарабиккулово, так как возникла на земле, принадлежавшей соседнему селу Сарабиккулово.

## История
Впервые упоминается в материалах четвёртой переписи (1785 г.). Согласно данным переписи 1785 года, в селе проживал 171 человек из ясашных крестьян мордвы новокрещенцев.
К 1883 г. Кармалка стала волостным центром, в селе была построена водяная мельница. 
В 1900 г. была поставлена земская станция, началось строительство деревянной церкви. Тогда же была открыта церковно-приходская школа.
В 1910 году в селе насчитывалось 236 дворов и 1479 жителей.
В годы Великой Отечественной войны на фронт ушли 250 человек, не вернулись с полей сражений 122 человека.

### Административная принадлежность
До 1920 г. село являлось центром Мордовско-Кармальской волости Бугульминского уезда Самарской губернии. С 1920 г. в составе Бугульминского кантона ТАССР. С 10 августа 1930 г. — в Шугуровском, с 16 октября 1959 г. в Лениногорском районах.
С 2005 года возглавило Кармалкинское сельское поселение, согласно Закону Республики Татарстан от 31 января 2005 года № 34-ЗРТ «Об установлении границ территорий и статусе муниципального образования „Лениногорский муниципальный район“ и муниципальных образований в его составе».

## Инфраструктура
Личное подсобное хозяйство. Жители села занимаются полеводством, молочным скотоводством.
Действуют дом культуры (с 1969 г.), библиотека (с 1929 г.), фельдшерско-акушерский пункт (с 1974 г.), храм архангела Михаила (с 2016 г.).
В 1963 г. село радиофицировано, через год в село пришло электричество. В 1967 г. построен сельский дом культуры.
Действует МБОУ «Мордва-Кармалкинская основная общеобразовательная школа». В её учебном плане стояло преподавание на мордовском языке, до 4 класса дети изучали родной язык. Ведёт историю с 1912 года, когда была открыта начальная школа, где преподавался и эрзянский язык. В 1934 г. преобразована в неполную среднюю (с 1983 г. в новом здании), в 1986 г. — в среднюю, в 2002 г. — в неполную среднюю.

## Транспорт
Село доступна автотранспортом. Остановка общественного транспорта «Мордовская Кармалка (Татарстан)».